# بسوج (ألقورات)
بسوج (بالفارسية: پسوج) هي مستوطنة تقع في إيران في قسم ألقورات الريفي. يقدر عدد سكانها بـ 72 نسمة .